# Univerzitet u Kejptaunu
Univerzitet u Kejptaunu (UCT) javni je istraživački univerzitet koji se nalazi u Kejptaunu u provinciji Zapadni Kejp u Južnoj Africi. UCT je osnovan 1829. godine kao Južnoafrički koledž, što ga čini najstarijim visokoškolskim institutom u Južnoj Africi. Što se tiče statusa punog univerziteta, to je najstariji univerzitet u Južnoj Africi i najstariji postojeći univerzitet u Subsaharskoj Africi, zajedno sa Stelenboš univerzitetom koji je puni univerzitetski status dobio istog dana 1918. godine.
Iako je UCT osnovan privatnim aktom parlamenta 1918. godine, Statut Univerziteta u Kejptaunu (objavljen 2002. u kontekstu Zakona o visokom obrazovanju) utvrđuje njegovu strukturu, uloge i postavlja kancelara - trenutno dr. Prešos Moloj-Motsepe - kao nominalni lider, dok stvarni liderski autoritet predstavlja vicekancelar, trenutno prof. Mamokgeti Fakeng, koji je odgovoran Univerzitetskom savetu. UCT se sastoji od 57 departmana organizovanih na 6 fakulteta i jednog multidisciplinarnog centra za razvoj visokog obrazovanja. Univerzitet ima u opsegu 29000 do 30000 studenata liberalnih umetnosti, čistih nauka i profesionalnih smerova u rasponu od diplomskog zvanja (NQF 7) do nivoa doktorskih studija (NQF 10). Vibrantna studentska zajednica koja se sastoji od preko 100 društava i klubova opslužuje različite interese kao što su religija, politika, kultura, dosezi u zajednici i sport, istaknuto se pojavljujući u nacionalnim ligama poput, ali ne ograničeno na, Varsiti kup. Istorijsko (i tekuće) akademsko, sportsko i političko rivalstvo između UCT-a i Stelenboš univerziteta proizvelo je nadimak „Ikejs“. UCT se prostire na šest kampusa u kejptaunskim predgrađima Rondeboš, Hajding, Opservatorija, Movbraj i V&A Voterfront. Nastava se odvija isključivo na engleskom jeziku.
UCT je najbolje rangirani afrički univerzitet na KS Svetskoj univerzitetskoj rang listi, Tajmsovom rangiranju svetskih visokoobrazonvnih univerziteta i Akademskoj rang listi svetskih univerziteta, a njegovi trgovinski, pravni i medicinski fakulteti neprestano se svrstavaju među sto najboljih na međunarodnom nivou. UCT je jedini afrički član Globalnog foruma univerzitetskih lidera (GULF), u okviru Svetskog ekonomskog foruma, koji čini 26 vodećih svetskih univerziteta. Pet alumnija, članova osoblja i istraživača povezanih sa UCT-om osvojilo je Nobelovu nagradu. Prema podacima iz marta 2020, 35 članova osoblja UCT-a su NRF istraživači sa ocenom A (čine 30% nacionalnog totala), a 88 članova osoblja su pripadnici Akademije nauka Južne Afrike.

## Istorija

### Rana istorija
Univerzitet u Kejptaunu je osnovan 1829. godine kao Južnoafrički koledž, srednja škola za dečake. Koledž je imao mali segment tercijarnog obrazovanja, uveden 1874. godine, koji je znatno porastao nakon 1880. godine, kada su otkriće zlata i dijamanata na severu - i posledična potražnja za rudarskim kadrovima - dali finansijski podsticaj neophodan za rast. Koledž se razvio u punopravni univerzitet tokom perioda 1880. do 1900. godine, zahvaljujući povećanom finansiranju iz privatnih izvora i vlade.
Tokom ovih godina, koledž je izgradio svoje prve namenske naučne laboratorije i pokrenuo odeljenja za mineralogiju i geologiju, kako bi udovoljio potrebama za kvalifikovanim kadrom u dijamantskoj i zlatno-rudarskoj industriji u nastanku. Grb UCT-a dizajnirao je 1859. godine Čarls Dejvidson Bel, generalni geodet Kejp kolonije u to vreme. Bel je bio izvrsni umetnik koji je takođe dizajnirao medalje i trouglasti pečat Rta. Još jedan ključni razvoj tokom ovog perioda bio je prijem žena. Godine 1886, profesor hemije Pol Daniel Han ubedio je veće da probno primi četiri žene u svoj kurs hemije. Zahvaljujući izuzetnom standardu rada studentkinja, koledž je odlučio da trajno primi ženske studente u čast dijamantskog jubileja kraljice Viktorije 1887. godine.

### Aparthejdska era
Osim što se u decenijama koje su usledile uspostavio kao vodeći univerzitet za istraživanje i nastavu, UCT je tokom perioda od 1960. do 1990. godine stekao i nadimak „Moskva na brdu”, zbog svoje uporne opozicije aparthejdu, posebno u visokom obrazovanju.
Univerzitet je primio svoju prvu malu grupu crnačkih studenata tokom 1920-ih. Broj učenika crnaca ostao je relativno nizak sve do 1980-ih i 90-ih, kada se institucija, prateći i podržavajući znake promena u zemlji, obavezala na namerni i planirani proces unutrašnje transformacije. Od 1980-ih do početka 1990-ih, broj crnaca koji su upisani na univerzitet porastao je za 35 procenata. Do 2004. godine, gotovo polovina od 20.000 studenata univerziteta bila je crnačka, a nešto manje od polovine studentskog tela bilo je ženskog pola. Danas se univerzitet može pohvaliti jednim od najraznovrsnijih kampusa u Južnoj Africi.

### Postaparthejdska era
Rouds mora pasti (stilizovano pod nazivom #RhodesMustFall) bio je protestni pokret koji je započeo 9. marta 2015. godine, prvobitno usmeren protiv statue na Univerzitetu u Kejptaunu (UCT) koja obeležava Sesila Roudsa. Kampanja za uklanjanje statue privukla je globalnu pažnju i dovela je do šireg pokreta za „dekolonizaciju” obrazovanja širom Južne Afrike. Dana 9. aprila 2015. godine, nakon glasanja Saveta UCT-a prethodne noći, statua je uklonjena.
# je bio studentski protestni pokret koji je verovatno bio indirektno inspirisan pokretom Rouds mora pasti. Formalno je započeo na Univerzitetu Vitvotersrandu i proširio se na UCT i Rouds univerzitet, a zatim i na ostale južnoafričke univerzitete. Pozvalo se na aboliciju povećanja školarine za akademsku 2016. godinu. Pojavili su se različiti zahtevi poput ukidanja školarina i dekolonizacije visokog obrazovanja, što je dovelo do značajnih promena na južnoafričkim državnim univerzitetima. Na UCT-u, Senat je započeo široko rasprostranjen proces reforme kurikuluma, a univerzitet je započeo postupak preimenovanja zgrada u kampusu (najznačajniji primer je bio kada je Džejmesonova dvorana preimenovana u Sara Bartman dvorana 2019).
U septembru 2019. godine studentkinja filma i medija Ujinene Mrvetjana je nestala. Nakon što su zajednica i policija započeli potragu, njeno telo je otkriveno u Kejptaunu, a Lujanda Bota je uhapšen i osuđen zbog silovanja i ubistva. Njena smrt, kao i silovanje i smrt drugih žena, izazvali su široko javno negodovanje koje je dovelo do zatvaranja kampusa i protesta na kampusu, u predgrađu Parlamenta u Kejptaunskom CBD-u i u kampusima širom Južne Afrike. Nakon toga, predsednik Ramafosa je najavio reforme poput oštrijih kazni za seksualne prestupnike i javnog objavljivanja Nacionalnog registra za seksualne prestupnike radi suzbijanja seksualnog i fizičkog nasilja nad ženama i decom. Štaviše, osnovana je Fondacija Ujinene Mrvetjana i stvoren je poseban fond u njeno ime za stipendiranje studentkinja na Humanističkom fakultetu.
U martu 2020. godine UCT je otvorio Institut za neuronauku u bolnici Grute Šor u saradnji sa provincijskom vladom Zapadnog Rta, prvim namenski među- i interdisciplinarni centar za proučavanje i razvoj tretmana neuroloških i mentalnih poremećaja u Africi.

## Spoljašnje veze
- Zvanični veb-sajt